# Gliflozina
Les gliflozines, també conegudes com a inhibidors d'SGLT2, són una classe de medicaments que alteren la fisiologia essencial del nefró. L'efecte metabòlic més important és la inhibició de la reabsorció renal de glucosa i la consegüent glicosúria. Es diferencien dels inhibidors d'SGLT1 pel lloc d'acció, car aquests darrers no modulen els canals de sodi i de glucosa a nivell dels nefrons, sinó en la mucosa intestinal.
Les gliflozines inhibeixen la proteïna de transport de sodi i de glucosa 2 (SGLT2), i es fan servir en el tractament de la diabetis mellitus tipus 2. En aquests pacients, més enllà del control de la glicèmia, també proporcionen un benefici cardiovascular significatiu.
Les gliflozines més conegudes són:
- Canaglifozina (Invokana)
- Dapagliflozina (Forxiga, Edistride; amb metformina: Xigduo, Ebymect)
- Empagliflozina (Jardiance; amb metformina: Synjardy; amb linagliptina: Glyxambi)